# 마쓰다이라 사다키요
마쓰다이라 사다키요(일본어: 松平定静)는 에도 시대 중기의 다이묘이다. 이요 마쓰야마 신덴번 제2대 번주, 동국 마쓰야마번 제8대 번주이다. 사다카쓰계 히사마쓰 마쓰다이라 종가(定勝系久松松平家宗家) 제9대 당주. 친부는 마쓰야마 신덴번 선대번주 마쓰다이라 사다아키라이며 사다키요는 그의 장남이다. 정실은 오다 노부카타(織田信方)의 딸이다.
| 전임 마쓰다이라 사다아키라 | 제2대 마쓰야마 신덴번 번주 1747년 ~ 1765년 | 후임 종가 상속으로 폐번 |

| 전임 마쓰다이라 사다카쓰 | 제8대 이요 마쓰야마번 번주 (히사마쓰 마쓰다이라가, 사다카쓰계 종가) 1765년 ~ 1779년 | 후임 마쓰다이라 사다쿠니 |